# Sebastian Rode
Sebastian Rode (Seeheim-Jugenheim, Darmstadt-Dieburg, Hesse, Alemania, 11 de octubre de 1990) es un exfutbolista alemán que jugaba como mediocampista.

## Trayectoria

### Kickers Offenbach
Rode hizo su debut profesional con Kickers Offenbach el 7 de marzo de 2009 en la 3. Liga -la tercera división del fútbol alemán- contra el Eintracht Braunschweig.

### Eintracht Fráncfort
El 3 de junio de 2010, dejó Kickers Offenbach y firmó por el Eintracht Fráncfort. Hizo su primera aparición en un partido de la UEFA Europa League ante el FK Qarabağ el 22 de agosto de 2013.

### Bayern Múnich
El 1 de julio de 2014 llega al Bayern de Múnich después de que el 9 de enero de 2014 se hiciera oficial el fichaje para este equipo por la temporada 2014/2015. Hizo su debut ante el Borussia Dortmund en la Supercopa  de Alemania. El 22 de noviembre de 2014, marcó su primer gol con el Bayern en una victoria en casa contra Hoffenheim. El partido terminó 4-0. En un partido de la Liga de Campeones de la UEFA ante el PFC CSKA Moscú, Rode anotó un cabezazo de un tiro de esquina que puso al Bayern 2-0 en un partido que terminaría en el 3-0.

### Borussia Dortmund
Rode llega al Dortmund en 2016 por una cantidad de 8 millones de euros.

### Regreso a Frankfurt
El 27 de diciembre de 2018 se hizo oficial su vuelta al Eintracht Fráncfort como cedido hasta final de temporada. El 27 de julio de 2019 el club anunció su incorporación de manera definitiva hasta el 30 de junio de 2024, momento en el que puso fin a su carrera tal y como anunció al inicio de esa campaña.

### Selección nacional
Rode representó a Alemania en la sub-18, sub-19, sub-20 y sub-21.

## Estadísticas

### Clubes
Actualizado al último partido disputado en su carrera deportiva.
| Club                | País     | Año       | Partidos | Goles |
| ------------------- | -------- | --------- | -------- | ----- |
| Kickers Offenbach   | Alemania | 2008-2010 | 15       | 1     |
| Eintracht Fráncfort | Alemania | 2010-2014 | 108      | 5     |
| Bayern de Múnich    | Alemania | 2014-2016 | 52       | 4     |
| Borussia Dortmund   | Alemania | 2016-2019 | 22       | 1     |
| Eintracht Fráncfort | Alemania | 2019-2024 | 170      | 10    |

## Palmarés

### Campeonatos nacionales
| Título           | Club              | País     | Año  |
| ---------------- | ----------------- | -------- | ---- |
| Bundesliga       | Bayern de Múnich  | Alemania | 2015 |
| Bundesliga       | Bayern de Múnich  | Alemania | 2016 |
| Copa de Alemania | Bayern de Múnich  | Alemania | 2016 |
| Copa de Alemania | Borussia Dortmund | Alemania | 2017 |

### Campeonatos internacionales
| Título                 | Club                | Sede    | Año  |
| ---------------------- | ------------------- | ------- | ---- |
| Liga Europa de la UEFA | Eintracht Fráncfort | Sevilla | 2022 |